# 吉達塔
吉達塔（阿拉伯語：برج جدة），前稱一哩塔（阿拉伯語：برج الميل）、王國塔（阿拉伯語：برج المملكة），位於沙特阿拉伯城市吉達（Jeddah）一项摩天大樓計劃，計劃中的大樓高約1,600米（5,250呎），高度接近全球第一高峰──珠穆朗瑪峰（Mount Everest，8848米）的五分之一，但因為當地地質無法承受過重的建築物，且在沙漠中興建高樓也是難題，在後續的修改中被縮減到1,008米（3,307呎）。大樓建成後將超越杜拜的哈里發塔成為全球最高建築物，亦是全球第一座高度1000米的建築物。但位於杜拜的杜拜灣塔於2016年10月10日動工，設計高度約1,100~1,345米，意味著兩座塔的世界第一高樓與人工構造物的競爭正式開始。2018年1月，由於建築工人欠薪發生罷工事件，及後至2019年工人薪金問題獲解決大樓才繼續興建，但進展仍然緩慢。
吉達塔是耗资200億美元王國城市發展區的地標。內部設計從底層至樓頂階段分別為四季酒店、四季服務公寓、特級辦公樓、豪華公寓和世界最高的觀望台（位於652米的157層）。

## 建造過程
2011年8月2日，沙特阿拉伯王子瓦利德·本·塔拉勒·阿勒沙特宣布大楼工程近期開始動土。沙烏地阿拉伯最大建筑商－沙特本拉登集团是参与兴建工程的主要建筑商。建造期限估計需要大約5年3個月的時間才能完成。
吉達塔于2013年4月1日开建，原本预计将于2021年完工，然而之後由於各種原因而停工，後於2023年9月重新復工，預計將於2028年完工，目前工程已進行至64樓。

## 大樓規劃
吉達塔電梯規劃將長達660米，為世界最長電梯。傳統電梯需使用鋼索進行牽拖，其重量將限制傳統電梯的極限長度。吉達塔將採用高科技碳纖維電纜技術（UltraRope）降低電梯整體重量、增加電梯長度與速度，以及節省因電纜過重而消耗的能源。電梯升降速度將達每秒升降10公尺，經測試將不會产生身體不適的問題。

## 外部連結
- Kingdom Holding Company website （页面存档备份，存于）
- Jeddah Tower （页面存档备份，存于） on the CTBUH Skyscraper Center
- Slideshow image gallery of renderings （页面存档备份，存于） by Fox News
- Jeddah Tower on Twitter （页面存档备份，存于）
- Construction Timelapse （页面存档备份，存于） on YouTube